# Emanuel Eckardt
Emanuel Eckardt (* 17. August 1942) ist ein deutscher Journalist, Publizist und Karikaturist.

## Leben
Emanuel Eckardt wurde 1942 in Hamburg geboren, wuchs dort auf, und studierte Grafik an der Kunstschule Alsterdamm sowie Malerei, Illustration und Buchgrafik an der Werkkunstschule Hamburg. Er ist ein Enkel der Blankeneser Malerin Dora Wenneker-Iven (1889–1980).
Von 1965 bis 1971 arbeitete er als freier Karikaturist beim Hamburger Abendblatt. Seit 1971 arbeitete er als Reporter für den stern, den er 1984 verließ, um stellvertretender Chefredakteur bei Merian zu werden, eine Position, die er bis 1988 hielt. Nach einem Intermezzo bei GEO und dem Musikmagazin Amadeo (jeweils in der Chefredaktion) und freier Arbeit als Reporter und Autor kehrte er von 2001 bis 2002 als Chefredakteur zu Merian zurück.
Eckardt arbeitet und lebt seit 1991 als freier Autor in Hamburg. Seine Reportagen sind in Brigitte, Cicero, Feinschmecker, GEO, mare, Merian, SZ-Magazin, Spiegel-Special, Tempo und Zeit erschienen.
Für seine Arbeit Spiel ohne Grenzen im Stern wurde er 1981 mit dem Egon-Erwin-Kisch-Preis ausgezeichnet.

## Werke
- mit Clarita und Hartwig von Bernstorff: Nur der Wandel ist beständig: Berenberg. Die Geschichte der ältesten Privatbank Deutschlands: Carl Hanser Verlag, München 2015, ISBN 978-3-446-44669-4.
- Hamburg. Eine Liebeserklärung. Ellert & Richter Verlag, Hamburg 2010, ISBN 978-3-8319-0391-7.
- Troja – ein göttliches Drama, zusammen mit Felix Eckardt (Illustrationen). Baumhaus-Verlag, Frankfurt 2005, ISBN 3-833-93564-2.
- Halte Schritt – Kurt Ganske und seine Zeit. Hamburg, Hoffmann und Campe 2005, ISBN 3-455-09509-7.
- Herbert List. Ellert & Richter Verlag, Hamburg 2003, ISBN 3-8319-0131-7.
- Der Hausmeister – ein Schlüsselroman. Zürich, Haffmans Verlag 1990, ISBN 3-251-00164-7.
- Der Mops von Bornholm – die Wahrheit über Morten, den einzigen Mops, der ein grosser Sänger war; eine Bildergeschichte. Frankfurt am Main, Insel 1985, ISBN 3-458-32566-2.
- Kein schöner Land zusammen mit Sebastian Knauer. Hamburg, Gruner und Jahr 1979, ISBN 3-570-00740-5.